# 王翦擬花介
王翦擬花介（学名：Cytherois wangchieni）为魚形介科擬花介屬下的一个种。